# Lys Assia
Lys Assia (Rupperswil, 3. ožujka 1924. – Zollikerberg, 24. ožujka 2018.) je švicarska pop pjevačica i glumica. Pobjednica je prve Eurovizije.
Kao mlada bavila se plesom, ali se potom okrenula pjevanju. Godine 1956. bila je pobjednica na prvoj Euroviziji 1956. gdje je predstavljala Švicarsku. Švicarsku je predstavljala i 1957. (8. mjesto) i 1958. (2. mjesto) te zamalo postala, uz Johnnyja Logana jedina osoba do sada koja je dvaput osvojila ovo natjecanje. Do svoje smrti se bavila glazbom.

## Diskografija
- Oh My Pa-Pa
- Ein kleiner goldner Ring
- Refrain
- Das Alte Karussell
- Holland Mädel
- Jolie Jacqueline
- L'enfant que j'étais
- Giorgio
- Die Glocken Hell Erklingen
- Golodrina